# Třída La Galissonnière
Třída La Galissonnière byla třída lehkých křižníků francouzského námořnictva. Podobně jako předcházející křižník Émile Bertin měly hlavní výzbroj devíti 152mm kanónů soustředěnu ve třech třídělových věžích. Na rozdíl od předchozích francouzských lehkých křižníků měla třída La Galissonnière poměrně silnou pancéřovou ochranu. Celkem bylo postaveno šest jednotek této třídy. Ve službě byly v letech 1935–1961. Účastnily se druhé světové války, během které byly tři potopeny.

## Stavba
Křižníky byly postaveny jako odpověď na italské třídy Raimondo Montecuccoli a Duca d'Aosta. Po jejich vzoru byl také věnována pozornost pancéřování nových křižníků. Naopak mírně poklesla jejich rychlost. V letech 1931–1937 bylo postaveno celkem šest křižníků této třídy.
Jednotky třídy La Galissonnière:
| Jméno            | Založení kýlu | Spuštěna           | Vstup do služby   | Status |
| ---------------- | ------------- | ------------------ | ----------------- | --- |
| La Galissonnière | 1931          | 18. listopadu 1933 | 31. prosince 1935 | Roku 1942 potopen v Toulonu, vyzvednut Italy a opravován jako FR12. Dne 18. srpna 1944 potopen americkými bombradéry B-25 Mitchell. |
| Jean de Vienne   | 1931          | 31. května 1935    | 15. dubna 1937    | Roku 1942 potopen v Toulonu, vyzvednut Italy a opravován jako FR11. Dne 24. listopadu 1943 potopen americkým letectvem.             |
| Montcalm         | 1933          | 16. října 1935     | 4. prosince 1937  | Vyřazen 1970. |
| Marseillaise     | 1933          | 17. července 1935  | 25. října 1937    | Roku 1942 potopen v Toulonu, později sešrotován.                                                                                    |
| Gloire           | 1933          | 28. září 1935      | 4. prosince 1937  | Vyřazen 1958. |
| Georges Leygues  | 1933          | 24. března 1936    | 4. prosince 1937  | Vyřazen 1959. |

## Konstrukce

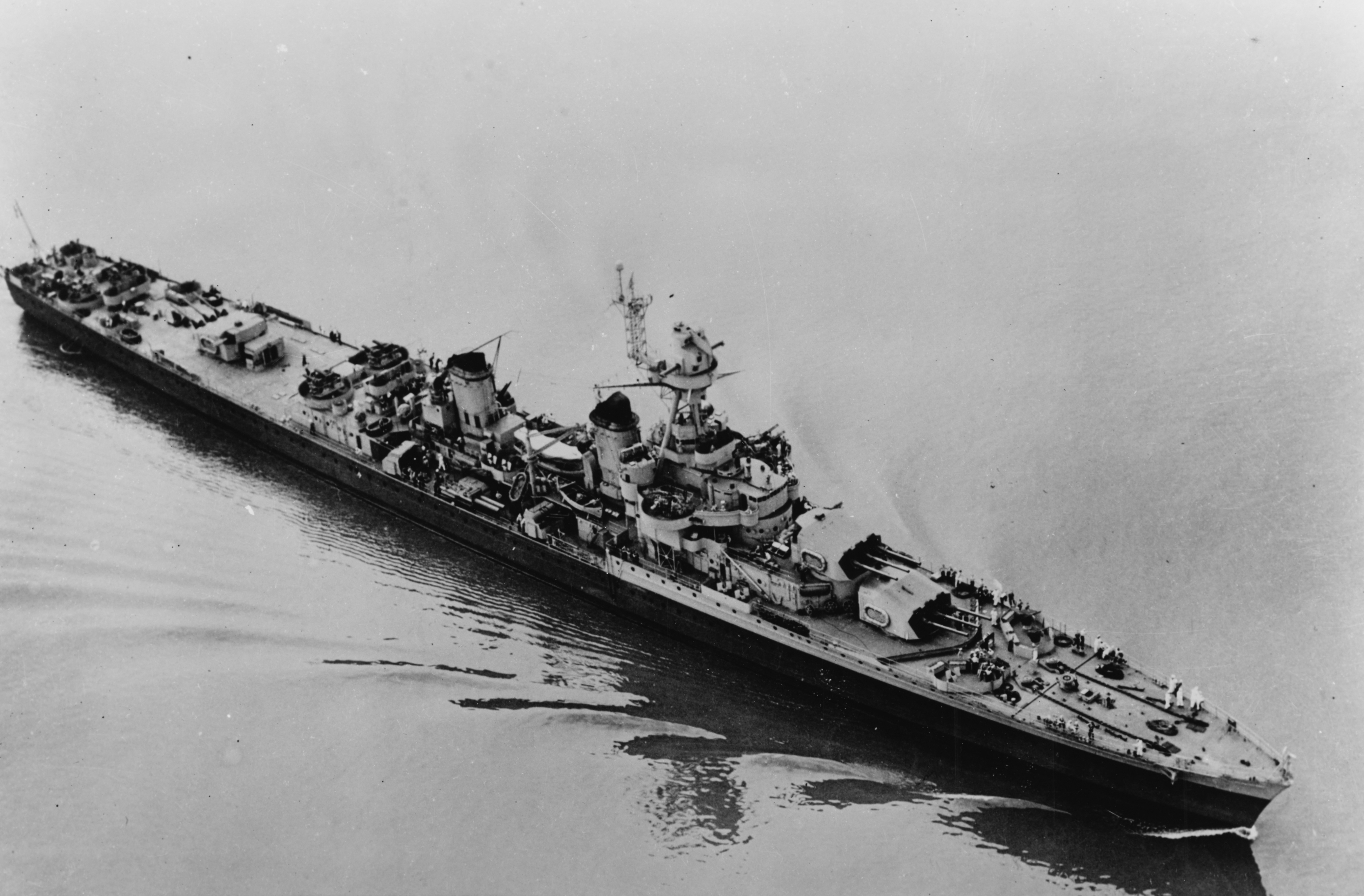
Montcalm

Výzbroj tvořilo devět 152mm kanónů Modelu 1930 ve trojdělových věžích, osm 90mm kanónů Modelu 1926, osm 37mm kanónů, dvanáct 13,2mm kulometů, které doplňovaly čtyři 550mm torpédomety. Pohonný systém tvořily čtyři kotle a dvě turbíny o výkonu 81 000 hp, pohánějící dva lodní šrouby. Nejvyšší rychlost dosahovala 32 uzlů.

### Modernizace
Křižníky Montcalm, Gloire a Georges Leygues byly za války modernizovány v USA. Po ní nesly výzbroj ve složení devět 152mm kanónů, osm 90mm kanónů, dvacet čtyři 40mm kanónů, šestnáct 20mm kanónů a čtyři 550mm torpédomety.

## Služba

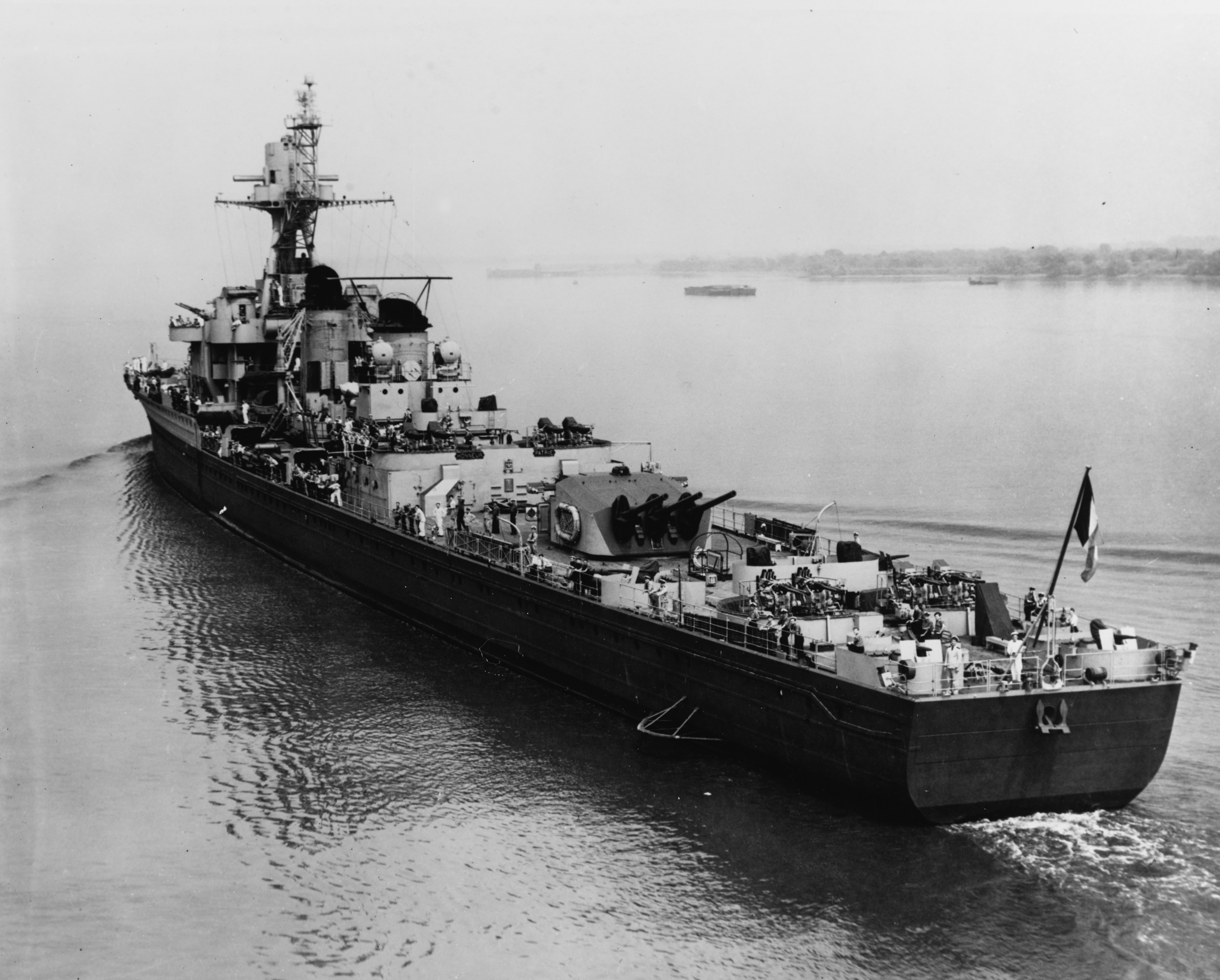
Montcalm

Všechny křižníky zůstaly po porážce Francie podřízeny vládě Vichistické Francie. La Galissonnière, Jean de Vienne a Marseillaise kotvily v Toulonu, kde je 27. listopadu 1942 potopily jejich posádky, aby nepadly do německých rukou. La Galissonnière a Jean de Vienne byly vyzvednuty Italy, kteří je snažili opravit pod označením FR12 a FR11. Práce byly zastaveny po italské kapitulaci v září 1943. Nakonec je zničilo spojenecké letectvo.
Jiný osud měla trojice křižníků Montcalm, Gloire a Georges Leygues, které byly v září 1940 odeslány do Dakaru. Po obsazení Vichistické Francie Německem a vylodění spojenců v Severní Africe (Operace Torch) se všechny připojily na stranu spojenců. Křižníky byly modernizovány v USA a zbytek války bojovaly v silách Svobodných Francouzů.
Montcalm (C 601), Gloire (C 602) a Georges Leygues (C 603) čekala ještě dlouhá poválečná služba, přičemž si zachovaly podobu z konce druhé světové války. Gloire byl sešrotován v roce 1958 a Georges Leygues v roce 1959. Montcalm byl v roce 1961 vyřazen a až do svého sešrotování v roce 1970 používán jako ubytovací plavidlo.